# Scutellinia crinita
Scutellinia crinita је врста гљива, коју је први описао Пјер Булијард (в. 1742-1793). Scutellinia crinita је део рода Scutellinia и фамилије Pyronemataceae. Ова врста је између осталог заступљена у Шведској. Према подацима каталога живота нису познате подврсте.